# Jacob van Heemskerk
Jacob van Heemskerk (1. marts 1567 –25. april 1607) var en hollandsk admiral.
Han er bekendt for sine forsøg 1595—97 på at finde en søvej norden om Europa og Asien.
Han måtte overvintre på Novaja Zemlja, men det lykkedes ham ikke at finde Nordøstpassagen.
Han trådte senere i orlogstjeneste og kæmpede 1601 tappert mod portugiserne. Som viceadmiral sendtes han 1607 mod den ham langt overlegne spanske flåde, der kommanderedes af Davilla. I et slag ud for Gibraltar den 25. april vandt han en glimrende sejr og ødelagde størsteparten af de spanske skibe, men mistede selv livet under kampene.